# Ройтман, Фроим Менделевич
Фро́им Ме́нделевич Ро́йтман (также Эфроим Ройтман; идиш אפֿרים רױטמאַן‎‎; 12 ноября 1910, Хотин, Бессарабская губерния — 1982, Петах-Тиква, Израиль) — еврейский поэт, критик. Жил в Румынии, СССР и Израиле. Писал на идише.

## Биография
Фроим Ройтман родился в уездном бессарабском городке Хотин (теперь райцентр Черновицкой области Украины) в семье Мэндла и Фейгэ Ройтманов (родители погибли в гетто Транснистрии в годы Великой Отечественной войны). Учился в хедере, ивритской гимназии «Тарбут» и городской румынской гимназии в Хотине, затем на филологическом факультете Черновицкого университета.
Первый сборник стихов «Фингер ин лихт» (Пальцы на свету) Ройтман выпустил в Черновицах в 1937 году. В годы Великой Отечественной войны — на фронте. После демобилизации продолжил печататься на идише в польских изданиях «Фолксштимэ» (Глас народа) и «Идише шрифтн» (Еврейские тексты), а также в парижской газете «Найе пресэ» (Новая пресса) и нью-йоркском журнале «Идише култур» (Еврейская культура). С появлением «Советиш геймланд» (Советская Родина) в 1961 году — единственного журнала на идише в СССР — печатал в нём стихи, литературно-критические статьи и рассказы. Стихи Ройтмана были включены в коллективный сборник еврейской советской поэзии «hоризонтн» (Горизонты), выпущенный в Москве издательством «Советский писатель» в 1965 году. В 1972 году переехал в Израиль, где опубликовал поэтические книги «Афн индзл фун зэн» (С точки зрения, 1975) и «Ди эрд зингт» (Земля поёт, 1977); переводился на иврит.

## Книги Ф. Ройтмана
- פֿינגער אין ליכט (фингер ин лихт — пальцы на свету), Черновицы, 1937.
- אױפֿן אינדזל פֿון זען (афн индзл фун зэн — на островке зрения, стихи и поэмы), hаМенора: Тель-Авив, 1975.
- די ערד זינגט (ди эрд зингт — земля поёт), Най Лид: Тель-Авив, 1977.